# Johannes R. Becher
Johannes Robert Becher, född 22 maj 1891 i München, död 11 oktober 1958 i Berlin, var en tysk författare och kommunistisk politiker. 
Becher hade en turbulent ungdomstid med bland annat ett misslyckat självmordsförsök och avbrutna medicinstudier. Han skrev under denna tid idealiserande om kokain och var ofta inlagd för sitt kokainmissbruk. Från militärtjänsten befriades han på grund av sviter efter självmordsförsöket. Vid tiden kring och närmast efter första världskrigets slut tillhörde han det revolutionära Spartakusbund och 1919–20 även det nybildade Tysklands kommunistiska parti (KPD). År 1920 lämnade han dock den kommunistiska rörelsen och ägnade sig under några år åt religiöst sökande. År 1923 återvände han till KPD och engagerade sig allt djupare i partiet. Verk av Becher brändes under bokbålen i Nazityskland 1933. På grund av sin politiska hållning tvingades han i exil till Moskva samma år. 
Fram till krigsslutet 1945 bodde han i Sovjetunionen, där han från tid till annan råkade i svårigheter eftersom han misstänktes vara trotskist. Efter kriget kom Becher tillbaka till Tyskland och blev därefter en av de ledande krafterna i uppbyggnaden av Östtysklands kulturliv. Han författade landets nationalsång Auferstanden aus Ruinen och var kulturminister från 1954. När Chrusjtjov konsoliderade sin makt 1956 föll Becher i onåd och förlorade sin ministerpost. Han gav ut romaner, skådespel och flera diktsamlingar. Som ung skrev han i antiborgerlig, expressionistisk anda, som äldre blev han socialrealist.
Becher var dessutom författaren Hans Falladas välgörare, skaffade honom bostad och skrivuppdrag i Berlin 1946 och försåg honom med de Gestapoakter som bildar den dokumentära basen i romanen Jeder stirbt für sich allein.
Bland Bechers verk märks diktsamlingarna Verfall und Triumph (1914) och Maschinenrhythmen (1926), liksom romanen Abschied, utgiven 1940 på det ryska immigrantförlaget Международная книга (Meschdunarodnaja Kniga – Den internationella boken).
I slutet av sitt liv blev han desillusionerad och kallade tron på socialismen "sitt livs fundamentala misstag" i boken Das poetische Prinzip som utgavs först 1988.

## Verk (tyska)
- Abschied, roman, med en essä av Georg Lukács, (Rowohlt, Berlin, 1968) 309 s.